# Meftah
Meftah (em árabe: مفتاح) é uma cidade e comuna localizada na província de Blida, Argélia. Segundo o censo de 2008, a população total da cidade era de 64 978 habitantes.

## Pessoas notáveis
- Djamel Bouaïcha - futebolista profissional
- Noureddine Drioueche - futebolista profissional
- Zoubir Zmit - futebolista profissional